# Liste der Nummer-eins-Hits in Australien (2011)
Diese Liste enthält alle Nummer-eins-Hits in Australien im Jahr 2011. Grundlage sind die Top 50 der australischen Charts der ARIA. Es gab in diesem Jahr 13 Nummer-eins-Singles und 16 Nummer-eins-Alben.

## Singles
| ← 2010 ← | Liste der Nummer-eins-Hits in Australien | Liste der Nummer-eins-Hits in Australien | Liste der Nummer-eins-Hits in Australien | 2012 →                    |
| \| Zeitraum \| Wo. ges. \| Interpret \| Titel Autor(en) \| Zusätzliche Informationen \| \| (Zeitraum, Wochen auf Platz eins, Interpret, Titel, Autor[en], zusätzliche Informationen) \| \| \| \| \| \| ----------------------------------------------------------------------------------------- \| -------- \| ------------------------------------- \| ------------------------------------------------------------------------------------------------------------------------------------------------------------------------------- \| ------------------------- \| \| 27. Dezember 2010 – 2. Januar 2011 1 Woche (insgesamt 2) \| 2 \| Guy Sebastian feat. Eve \| Who’s That Girl Guy Theodore Sebastian, Eve Jeffers \| – \| \| 3. Januar 2011 – 9. Januar 2011 1 Woche (insgesamt 3) \| 3 \| Bruno Mars \| Grenade Claude Kelly, Peter Gene Hernandez, Christopher Steven Brown, Philip Martin Lawrence II, Ari Levine, Andrew Wyatt \| – \| \| 10. Januar 2011 – 16. Januar 2011 1 Woche (insgesamt 2) \| 2 \| Guy Sebastian feat. Eve \| Who’s That Girl Guy Theodore Sebastian, Eve Jeffers \| – \| \| 17. Januar 2011 – 6. Februar 2011 3 Wochen \| 3 \| Wynter Gordon \| Dirty Talk Nicole Louise Morier, Michael Caren, Jupiter Ace, Norman Keith White, Diana E. P. Gordon \| – \| \| 7. Februar 2011 – 20. Februar 2011 2 Wochen (insgesamt 5) \| 5 \| Rihanna \| S&M Tor Erik Hermansen, Mikkel S. Eriksen, Esther Dean, Sandy Wilhelm \| – \| \| 21. Februar 2011 – 27. Februar 2011 1 Woche \| 1 \| Lady Gaga \| Born This Way Fernando Garibay, Paul Blair, Stefani Germanotta, Jeppe Breum Laursen \| – \| \| 28. Februar 2011 – 20. März 2011 3 Wochen (insgesamt 5) \| 5 \| Rihanna \| S&M Tor Erik Hermansen, Mikkel S. Eriksen, Esther Dean, Sandy Wilhelm \| – \| \| 21. März 2011 – 10. April 2011 3 Wochen \| 3 \| Jennifer Lopez feat. Pitbull \| On the Floor Armando Christian Perez, Nadir Khayat, Gonzalo Hermosa Gonzáles, Ulises Hermosa Gonzáles, Kinda Vivianne Hamid, Bilal Hajji, Achraf Jannusi, Geraldo Jacop Sandell \| – \| \| 11. April 2011 – 17. April 2011 1 Woche \| 1 \| Snoop Dogg vs. David Guetta \| Sweat Calvin Broadus, Niles Holowell-Dhar, David Singer Vine \| – \| \| 18. April 2011 – 26. Juni 2011 10 Wochen \| 10 \| LMFAO feat. Lauren Bennett & GoonRock \| Party Rock Anthem Stefan Kendal Gordy, Skyler Austen Gordy, David Jamahl Listenbee, Peter Henry Schroeder III \| – \| \| 27. Juni 2011 – 14. August 2011 7 Wochen \| 7 \| Adele \| Someone like You Adele Laurei Blue Adkins, Daniel D. Wilson \| – \| \| 15. August 2011 – 9. Oktober 2011 8 Wochen \| 8 \| Gotye feat. Kimbra \| Somebody That I Used to Know Walter Andre E. De Backer, Luiz Bonfá \| – \| \| 10. Oktober 2011 – 16. Oktober 2011 1 Woche \| 1 \| Kelly Clarkson \| Mr. Know It All Esther Dean, Brian Kennedy Seals, Brett James, Dante Lamire Jones \| – \| \| 17. Oktober 2011 – 27. November 2011 6 Wochen (insgesamt 9) \| 9 \| LMFAO \| Sexy and I Know It David Jamahl Listenbee, Kenny Oliver, Stefan Kendal Gordy, Skyler Austen Gordy, George Matthew Robertson, Erin Beck \| – \| \| 28. November 2011 – 11. Dezember 2011 2 Wochen (insgesamt 4) \| 4 \| Reece Mastin \| Good Night David Nicholas Musumeci, Antonio Francesco Egizii, Hayley Warner \| – \| \| 12. Dezember 2011 – 18. Dezember 2011 1 Woche (insgesamt 9) \| 9 \| LMFAO \| Sexy and I Know It David Jamahl Listenbee, Kenny Oliver, Stefan Kendal Gordy, Skyler Austen Gordy, George Matthew Robertson, Erin Beck \| – \| \| 11. Dezember 2011 – 1. Januar 2012 4 Wochen (insgesamt 4) \| 4 \| Reece Mastin \| Good Night David Nicholas Musumeci, Antonio Francesco Egizii, Hayley Warner \| – \| |                                          |                                          | |                           |
| ← 2010 |                                          |                                          | | → 2012 →                  |
| Zeitraum | Wo. ges.                                 | Interpret                                | Titel Autor(en) | Zusätzliche Informationen |
| (Zeitraum, Wochen auf Platz eins, Interpret, Titel, Autor[en], zusätzliche Informationen) |                                          |                                          | |                           |
| 27. Dezember 2010 – 2. Januar 2011 1 Woche (insgesamt 2) | 2                                        | Guy Sebastian feat. Eve                  | Who’s That Girl Guy Theodore Sebastian, Eve Jeffers | –                         |
| 3. Januar 2011 – 9. Januar 2011 1 Woche (insgesamt 3) | 3                                        | Bruno Mars                               | Grenade Claude Kelly, Peter Gene Hernandez, Christopher Steven Brown, Philip Martin Lawrence II, Ari Levine, Andrew Wyatt                                                       | –                         |
| 10. Januar 2011 – 16. Januar 2011 1 Woche (insgesamt 2) | 2                                        | Guy Sebastian feat. Eve                  | Who’s That Girl Guy Theodore Sebastian, Eve Jeffers | –                         |
| 17. Januar 2011 – 6. Februar 2011 3 Wochen | 3                                        | Wynter Gordon                            | Dirty Talk Nicole Louise Morier, Michael Caren, Jupiter Ace, Norman Keith White, Diana E. P. Gordon                                                                             | –                         |
| 7. Februar 2011 – 20. Februar 2011 2 Wochen (insgesamt 5) | 5                                        | Rihanna                                  | S&M Tor Erik Hermansen, Mikkel S. Eriksen, Esther Dean, Sandy Wilhelm | –                         |
| 21. Februar 2011 – 27. Februar 2011 1 Woche | 1                                        | Lady Gaga                                | Born This Way Fernando Garibay, Paul Blair, Stefani Germanotta, Jeppe Breum Laursen                                                                                             | –                         |
| 28. Februar 2011 – 20. März 2011 3 Wochen (insgesamt 5) | 5                                        | Rihanna                                  | S&M Tor Erik Hermansen, Mikkel S. Eriksen, Esther Dean, Sandy Wilhelm | –                         |
| 21. März 2011 – 10. April 2011 3 Wochen | 3                                        | Jennifer Lopez feat. Pitbull             | On the Floor Armando Christian Perez, Nadir Khayat, Gonzalo Hermosa Gonzáles, Ulises Hermosa Gonzáles, Kinda Vivianne Hamid, Bilal Hajji, Achraf Jannusi, Geraldo Jacop Sandell | –                         |
| 11. April 2011 – 17. April 2011 1 Woche | 1                                        | Snoop Dogg vs. David Guetta              | Sweat Calvin Broadus, Niles Holowell-Dhar, David Singer Vine | –                         |
| 18. April 2011 – 26. Juni 2011 10 Wochen | 10                                       | LMFAO feat. Lauren Bennett & GoonRock    | Party Rock Anthem Stefan Kendal Gordy, Skyler Austen Gordy, David Jamahl Listenbee, Peter Henry Schroeder III                                                                   | –                         |
| 27. Juni 2011 – 14. August 2011 7 Wochen | 7                                        | Adele                                    | Someone like You Adele Laurei Blue Adkins, Daniel D. Wilson | –                         |
| 15. August 2011 – 9. Oktober 2011 8 Wochen | 8                                        | Gotye feat. Kimbra                       | Somebody That I Used to Know Walter Andre E. De Backer, Luiz Bonfá | –                         |
| 10. Oktober 2011 – 16. Oktober 2011 1 Woche | 1                                        | Kelly Clarkson                           | Mr. Know It All Esther Dean, Brian Kennedy Seals, Brett James, Dante Lamire Jones                                                                                               | –                         |
| 17. Oktober 2011 – 27. November 2011 6 Wochen (insgesamt 9) | 9                                        | LMFAO                                    | Sexy and I Know It David Jamahl Listenbee, Kenny Oliver, Stefan Kendal Gordy, Skyler Austen Gordy, George Matthew Robertson, Erin Beck                                          | –                         |
| 28. November 2011 – 11. Dezember 2011 2 Wochen (insgesamt 4) | 4                                        | Reece Mastin                             | Good Night David Nicholas Musumeci, Antonio Francesco Egizii, Hayley Warner | –                         |
| 12. Dezember 2011 – 18. Dezember 2011 1 Woche (insgesamt 9) | 9                                        | LMFAO                                    | Sexy and I Know It David Jamahl Listenbee, Kenny Oliver, Stefan Kendal Gordy, Skyler Austen Gordy, George Matthew Robertson, Erin Beck                                          | –                         |
| 11. Dezember 2011 – 1. Januar 2012 4 Wochen (insgesamt 4) | 4                                        | Reece Mastin                             | Good Night David Nicholas Musumeci, Antonio Francesco Egizii, Hayley Warner | –                         |

## Alben
| ← 2010 ← | Liste der Nummer-eins-Hits in Australien | Liste der Nummer-eins-Hits in Australien | Liste der Nummer-eins-Hits in Australien | 2012 →                    |
| \| Zeitraum \| Wo. ges. \| Interpret \| Titel \| Zusätzliche Informationen \| \| (Zeitraum, Wochen auf Platz eins, Interpret, Titel, zusätzliche Informationen) \| \| \| \| \| \| ------------------------------------------------------------------------------ \| -------- \| ---------------------- \| ------------------------- \| ------------------------- \| \| 22. November 2010 – 20. Februar 2011 13 Wochen \| 13 \| Pink \| Greatest Hits … So Far!!! \| – \| \| 21. Februar 2011 – 13. März 2011 3 Wochen (insgesamt 6) \| 6 \| Michael Bublé \| Crazy Love \| – \| \| 14. März 2011 – 20. März 2011 1 Woche \| 1 \| Avril Lavigne \| Goodbye Lullaby \| – \| \| 21. März 2011 – 27. März 2011 1 Woche \| 1 \| Glee \| Glee: The Music, Volume 5 \| – \| \| 28. März 2011 – 3. April 2011 1 Woche \| 1 \| The Strokes \| Angles \| – \| \| 4. April 2011 – 10. April 2011 1 Woche \| 1 \| Britney Spears \| Femme Fatale \| – \| \| 11. April 2011 – 17. April 2011 1 Woche \| 1 \| Drapht \| The Life of Riley \| – \| \| 18. April 2011 – 1. Mai 2011 2 Wochen \| 2 \| Foo Fighters \| Wasting Light \| – \| \| 2. Mai 2011 – 29. Mai 2011 4 Wochen (insgesamt 32) \| 32 \| Adele \| 21 \| – \| \| 30. Mai 2011 – 12. Juni 2011 2 Wochen \| 2 \| Lady Gaga \| Born This Way \| – \| \| 13. Juni 2011 – 28. August 2011 11 Wochen (insgesamt 32) \| 32 \| Adele \| 21 \| – \| \| 29. August 2011 – 4. September 2011 1 Woche \| 1 \| Gotye \| Making Mirrors \| – \| \| 5. September 2011 – 30. Oktober 2011 8 Wochen (insgesamt 32) \| 32 \| Adele \| 21 \| – \| \| 31. Oktober 2011 – 6. November 2011 1 Woche \| 1 \| Coldplay \| Mylo Xyloto \| – \| \| 7. November 2011 – 13. November 2011 1 Woche \| 1 \| Florence + the Machine \| Ceremonials \| – \| \| 14. November 2011 – 27. November 2011 2 Wochen \| 2 \| Susan Boyle \| Someone to Watch over Me \| – \| \| 28. November 2011 – 4. Dezember 2011 1 Woche \| 1 \| Nickelback \| Here and Now \| – \| \| 5. Dezember 2011 – 8. Januar 2012 5 Wochen (insgesamt 12) \| 12 \| Michael Bublé \| Christmas \| – \| |                                          |                                          |                                          |                           |
| ← 2010 |                                          |                                          |                                          | → 2012 →                  |
| Zeitraum | Wo. ges.                                 | Interpret                                | Titel                                    | Zusätzliche Informationen |
| (Zeitraum, Wochen auf Platz eins, Interpret, Titel, zusätzliche Informationen) |                                          |                                          |                                          |                           |
| 22. November 2010 – 20. Februar 2011 13 Wochen | 13                                       | Pink                                     | Greatest Hits … So Far!!!                | –                         |
| 21. Februar 2011 – 13. März 2011 3 Wochen (insgesamt 6) | 6                                        | Michael Bublé                            | Crazy Love                               | –                         |
| 14. März 2011 – 20. März 2011 1 Woche | 1                                        | Avril Lavigne                            | Goodbye Lullaby                          | –                         |
| 21. März 2011 – 27. März 2011 1 Woche | 1                                        | Glee                                     | Glee: The Music, Volume 5                | –                         |
| 28. März 2011 – 3. April 2011 1 Woche | 1                                        | The Strokes                              | Angles                                   | –                         |
| 4. April 2011 – 10. April 2011 1 Woche | 1                                        | Britney Spears                           | Femme Fatale                             | –                         |
| 11. April 2011 – 17. April 2011 1 Woche | 1                                        | Drapht                                   | The Life of Riley                        | –                         |
| 18. April 2011 – 1. Mai 2011 2 Wochen | 2                                        | Foo Fighters                             | Wasting Light                            | –                         |
| 2. Mai 2011 – 29. Mai 2011 4 Wochen (insgesamt 32) | 32                                       | Adele                                    | 21                                       | –                         |
| 30. Mai 2011 – 12. Juni 2011 2 Wochen | 2                                        | Lady Gaga                                | Born This Way                            | –                         |
| 13. Juni 2011 – 28. August 2011 11 Wochen (insgesamt 32) | 32                                       | Adele                                    | 21                                       | –                         |
| 29. August 2011 – 4. September 2011 1 Woche | 1                                        | Gotye                                    | Making Mirrors                           | –                         |
| 5. September 2011 – 30. Oktober 2011 8 Wochen (insgesamt 32) | 32                                       | Adele                                    | 21                                       | –                         |
| 31. Oktober 2011 – 6. November 2011 1 Woche | 1                                        | Coldplay                                 | Mylo Xyloto                              | –                         |
| 7. November 2011 – 13. November 2011 1 Woche | 1                                        | Florence + the Machine                   | Ceremonials                              | –                         |
| 14. November 2011 – 27. November 2011 2 Wochen | 2                                        | Susan Boyle                              | Someone to Watch over Me                 | –                         |
| 28. November 2011 – 4. Dezember 2011 1 Woche | 1                                        | Nickelback                               | Here and Now                             | –                         |
| 5. Dezember 2011 – 8. Januar 2012 5 Wochen (insgesamt 12) | 12                                       | Michael Bublé                            | Christmas                                | –                         |

## Jahreshitparaden
| ← 2010 ← | Liste der Nummer-eins-Hits in Australien | Liste der Nummer-eins-Hits in Australien | Liste der Nummer-eins-Hits in Australien | 2012 →   |
| \| Singles \| Position# \| Alben \| \| ------------------------------------------------------------------------------------------------------------------------------------------------------------------------------------------------------------ \| --------- \| ------------------------------------ \| \| Party Rock Anthem LMFAO feat. Lauren Bennett & GoonRock Stefan Kendal Gordy, Skyler Austen Gordy, David Jamahl Listenbee, Peter Henry Schroeder III \| 1 \| 21 Adele \| \| Somebody That I Used to Know Gotye feat. Kimbra Walter Andre E. De Backer, Luiz Bonfá \| 2 \| Christmas Michael Bublé \| \| Moves like Jagger Maroon 5 feat. Christina Aguilera Benjamin Levin, Ammar Malik, Karl Johan Schuster, Adam Noah Levine \| 3 \| Doo-Wops & Hooligans Bruno Mars \| \| Someone like You Adele Adele Laurei Blue Adkins, Daniel D. Wilson \| 4 \| Making Mirrors Gotye \| \| Rolling in the Deep Adele Adele Laurei Blue Adkins, Paul Richard Epworth \| 5 \| Sorry for Party Rocking LMFAO \| \| Sexy and I Know It LMFAO David Jamahl Listenbee, Kenny Oliver, Stefan Kendal Gordy, Skyler Austen Gordy, George Matthew Robertson, Erin Beck \| 6 \| Born This Way Lady Gaga \| \| Give Me Everything Pitbull feat. Ne-Yo, Afrojack & Nayer Musik: Nick van de Wall; Text: Shaffer Smith, Armando Christian Pérez \| 7 \| Someone to Watch over Me Susan Boyle \| \| Born This Way Lady Gaga Fernando Garibay, Paul Blair, Stefani Germanotta, Jeppe Breum Laursen \| 8 \| Wasting Light Foo Fighters \| \| Price Tag Jessie J feat. B.o.B Lukasz Gottwald, Jessica Cornish, Claude Kelly, Bobby Ray Simmons, Jr. \| 9 \| Duets II Tony Bennett \| \| On the Floor Jennifer Lopez feat. Pitbull Armando Christian Pérez, Nadir Khayat, Gonzalo Hermosa González, Ulises Hermosa González, Kinda Vivianne Hamid, Bilal Hajji, Achraf Jannusi, Geraldo Jacop Sandell \| 10 \| Mylo Xyloto Coldplay \| |                                          |                                          |                                          |          |
| ← 2010 |                                          |                                          |                                          | → 2012 → |
| Singles | Position#                                | Alben                                    |                                          |          |
| Party Rock Anthem LMFAO feat. Lauren Bennett & GoonRock Stefan Kendal Gordy, Skyler Austen Gordy, David Jamahl Listenbee, Peter Henry Schroeder III | 1                                        | 21 Adele                                 |                                          |          |
| Somebody That I Used to Know Gotye feat. Kimbra Walter Andre E. De Backer, Luiz Bonfá | 2                                        | Christmas Michael Bublé                  |                                          |          |
| Moves like Jagger Maroon 5 feat. Christina Aguilera Benjamin Levin, Ammar Malik, Karl Johan Schuster, Adam Noah Levine | 3                                        | Doo-Wops & Hooligans Bruno Mars          |                                          |          |
| Someone like You Adele Adele Laurei Blue Adkins, Daniel D. Wilson | 4                                        | Making Mirrors Gotye                     |                                          |          |
| Rolling in the Deep Adele Adele Laurei Blue Adkins, Paul Richard Epworth | 5                                        | Sorry for Party Rocking LMFAO            |                                          |          |
| Sexy and I Know It LMFAO David Jamahl Listenbee, Kenny Oliver, Stefan Kendal Gordy, Skyler Austen Gordy, George Matthew Robertson, Erin Beck | 6                                        | Born This Way Lady Gaga                  |                                          |          |
| Give Me Everything Pitbull feat. Ne-Yo, Afrojack & Nayer Musik: Nick van de Wall; Text: Shaffer Smith, Armando Christian Pérez | 7                                        | Someone to Watch over Me Susan Boyle     |                                          |          |
| Born This Way Lady Gaga Fernando Garibay, Paul Blair, Stefani Germanotta, Jeppe Breum Laursen | 8                                        | Wasting Light Foo Fighters               |                                          |          |
| Price Tag Jessie J feat. B.o.B Lukasz Gottwald, Jessica Cornish, Claude Kelly, Bobby Ray Simmons, Jr. | 9                                        | Duets II Tony Bennett                    |                                          |          |
| On the Floor Jennifer Lopez feat. Pitbull Armando Christian Pérez, Nadir Khayat, Gonzalo Hermosa González, Ulises Hermosa González, Kinda Vivianne Hamid, Bilal Hajji, Achraf Jannusi, Geraldo Jacop Sandell | 10                                       | Mylo Xyloto Coldplay                     |                                          |          |